# Solandra

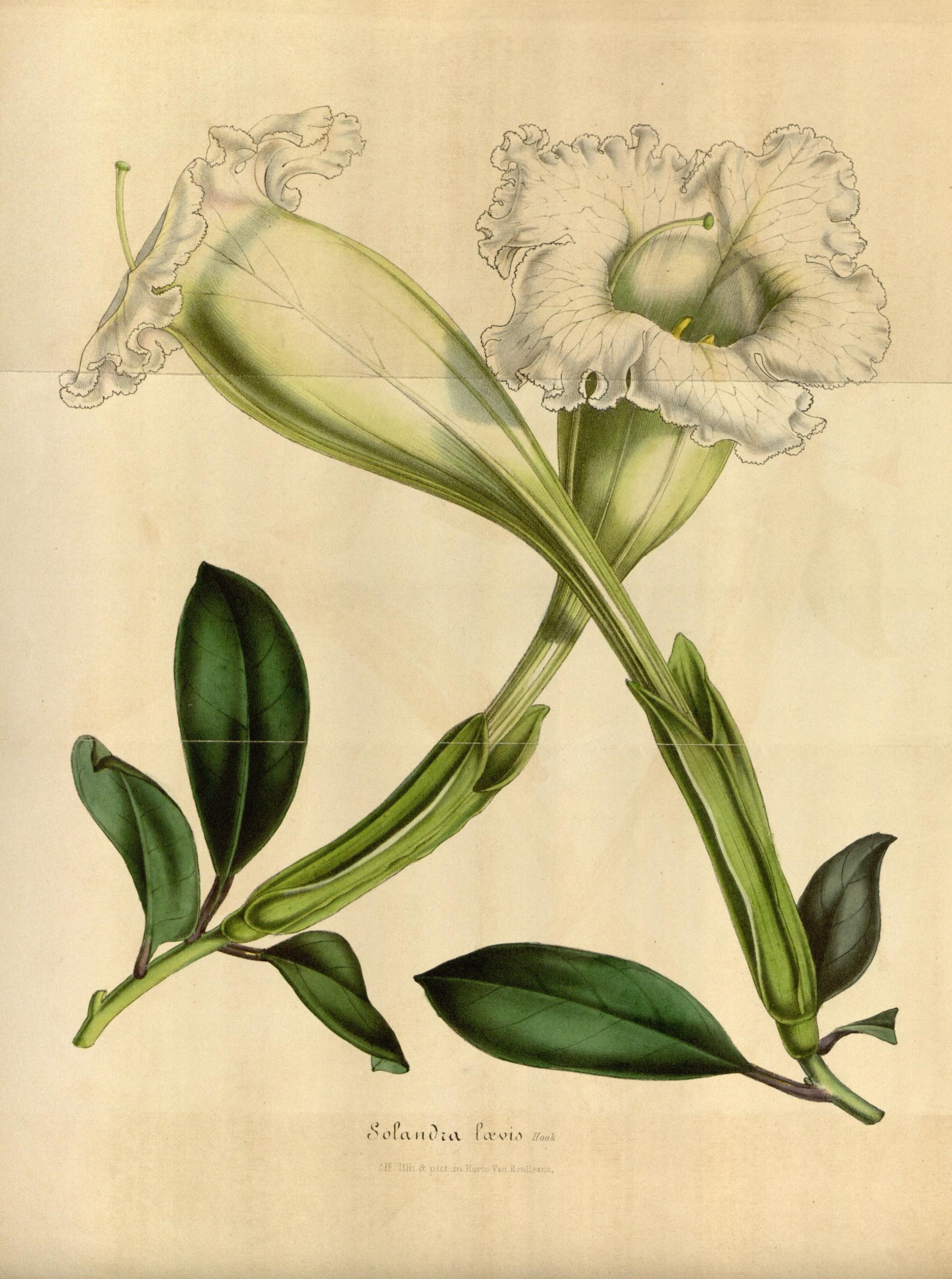
Ilustrace Solandra longiflora z roku 1848

Solandra (Solandra) je rod rostlin z čeledi lilkovité. Jsou to šplhavé keře, hemiepifyty a vzrůstné liány s jednoduchými kožovitými listy a velkými pohárovitými květy, které jsou opylovány netopýry. Plodem je kožovitá bobule. Rod je rozšířen v počtu 10 druhů v tropické Americe, kde roste nejčastěji v horských mlžných lesích.
Solandry obsahují podobné tropanové alkaloidy jako durmany a brugmansie (atropin, skopolamin aj.) a jsou to jedovaté rostliny. Pro halucinogenní účinky je využívali již Aztékové. V tropech a sklenících botanických zahrad jsou pěstovány jako okrasné dřeviny s nápadně velkými květy.

## Popis
Solandry jsou stálezelené šplhavé hemiepifytické keře, vzrůstné dřevnaté liány nebo i malé stromy. Hemiepifytická Solandra brachycalyx dosahuje délky až 30 metrů. Listy jsou jednoduché, střídavé, lesklé, kožovité nebo poněkud dužnaté, se zpeřenou žilnatinou. Květy jsou velké, pětičetné, lehce dvoustranně souměrné, s krátkou a tlustou stopkou. Vyrůstají jednotlivě na konci větévek. Kalich je trubkovitě zvonkovitý, rozdělující se při rozkvětu na 2 až 5 nepravidelných laloků. Koruna je bílá, žlutá nebo nafialovělá, stářím tmavnoucí, zvonkovitá až pohárovitá nebo nálevkovitá, 10 až 37 cm dlouhá, dužnatá, s dlouhou korunní trubkou a celokrajnými, třásnitými nebo brvitými laloky. Na každém korunním plátku je tmavý středový pruh. Tyčinky jsou zhruba stejně dlouhé, přirostlé v dolní polovině korunní trubky. Semeník je polospodní, srostlý ze 2 plodolistů, a obsahuje 4 komůrky. Čnělka je štíhlá a dlouhá, někdy i vyčnívající z květů, zakončená terčovitě hlavatou bliznou. Plodem je jednosemenná, kožovitá bobule kuželovitého tvaru, volně podepřená vytrvalým kalichem. Obsahuje mnoho ploše okrouhlých až ledvinovitých semen.

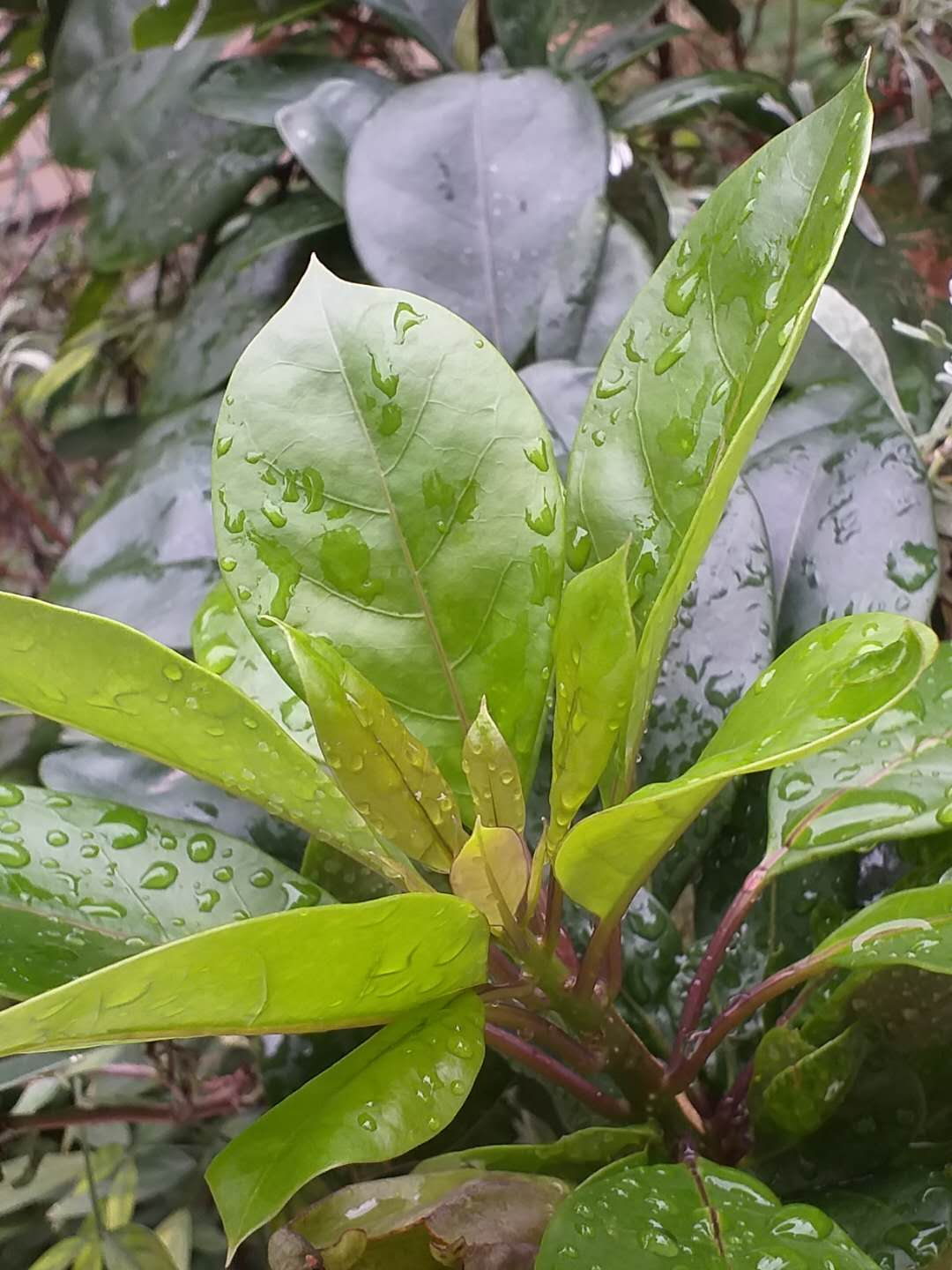
Větévka Solandra maxima
Solandra maxima s květy
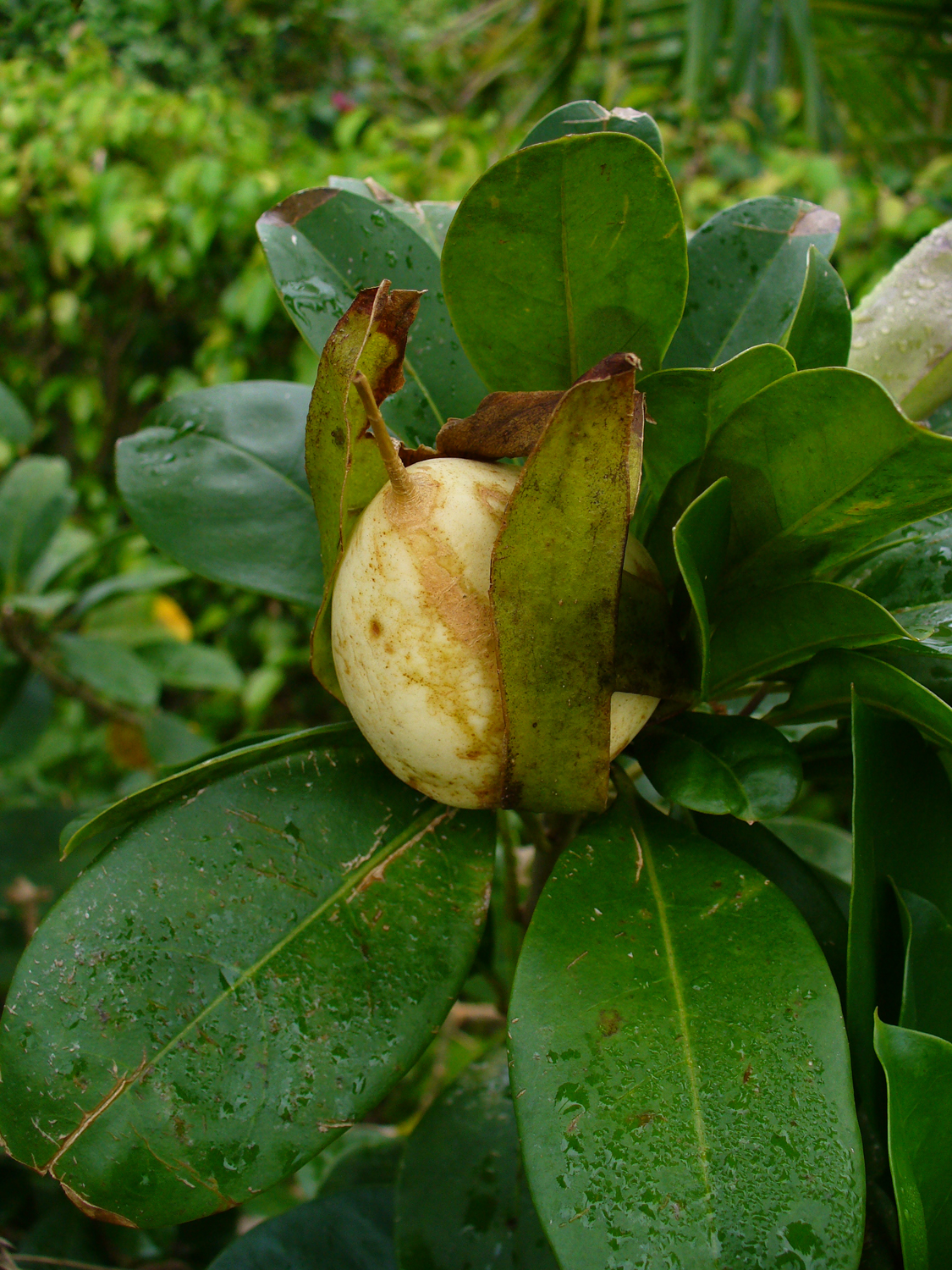
Plod solandry velkokvěté

## Rozšíření
Rod solandra zahrnuje 10 druhů a je rozšířen v tropické Americe. Areál sahá od Mexika a Karibských ostrovů po Bolívii a jižní Brazílii.
Centrum druhové diverzity je v Mexiku, odkud je udáváno 6 druhů, z toho 3 endemické.
Rostliny se vyskytují v nadmořských výškách od 500 do 3000 metrů.
Většina druhů roste v horských mlžných lesích, některé se vyskytují i v tropických deštných lesích nižších poloh.

## Ekologické interakce
Bledě zbarvené, rozměrné květy uvolňují v noci silnou vůni a jsou specializovány na opylování netopýry. Barva koruny se při odkvětu mění podobně jako u květů některých jiných rostlin opylovaných netopýry (vilec, brugmansie aj.).

## Obsahové látky a jedovatost
Všechny části rostliny s výjimkou dužniny plodů některých druhů jsou jedovaté. Hlavními obsahovými látkami jsou tropanové alkaloidy podobného typu jako u durmanů, brugmansií a jedovatic (Duboisia), tedy zejména atropin a skopolamin, dále noratropin a jiné. Alkaloidy jsou obsaženy i v nektaru květů. Jejich celkový obsah v listech činí asi 0,15 %.

Strukturní vzorec noratropinu
Skopolamin

K otravě nejčastěji dochází z důvodu experimentování s psychotropními účinky a může mít i smrtelný průběh. Domácí zvířata rostliny nekonzumují.
Průběh otravy je podobný jako u durmanu. Po požití nastupuje sucho v ústech s obtížným polykáním a mluvením, rozšířené zornice, rozostřené vidění, neklid a zmatenost, bolesti hlavy, rychlý a zkrácený dech. Srdce tluče rychleji a zpomaluje se pohyb střev, což vede k zácpě. Kůže může být vlivem zvýšené tělesné teploty suchá a začervenalá.
Při silné otravě nastupují halucinace, křeče a záchvaty. Smrt nastává u otrav tohoto typu zástavou dechu.
Léčba většinou postačuje symptomatická, ve vážných případech provázených horečkou a deliriem se podává fysostigmin, který působí jako inhibitor cholinesterázy a snižuje účinek tropanových alkaloidů.

## Taxonomie
Rod Solandra je v rámci čeledi Solanaceae řazen do podčeledi Solanoideae a tribu Solandreae. Tribus zahrnuje celkem 9 rodů, které jsou všechny rozšířeny výhradně v tropické Americe.
Solandra představuje bazální větev daného tribu. Ostatní rody jsou někdy oddělovány do samostatného tribu Juanulloeae.
Příbuzný rod Markea (21 druhů v tropické Střední a Jižní Americe) se odlišuje zejména dvoukomůrkovým semeníkem a tečkovaným rubem listů. Občas bývá solandra zaměňována s durmanem, s nímž ale není bezprostředně příbuzná. Vedle charakteristického tvaru květů se odlišuje i polospodním semeníkem.

## Zástupci
- solandra velkokvětá (Solandra grandiflora)[13]

## Význam

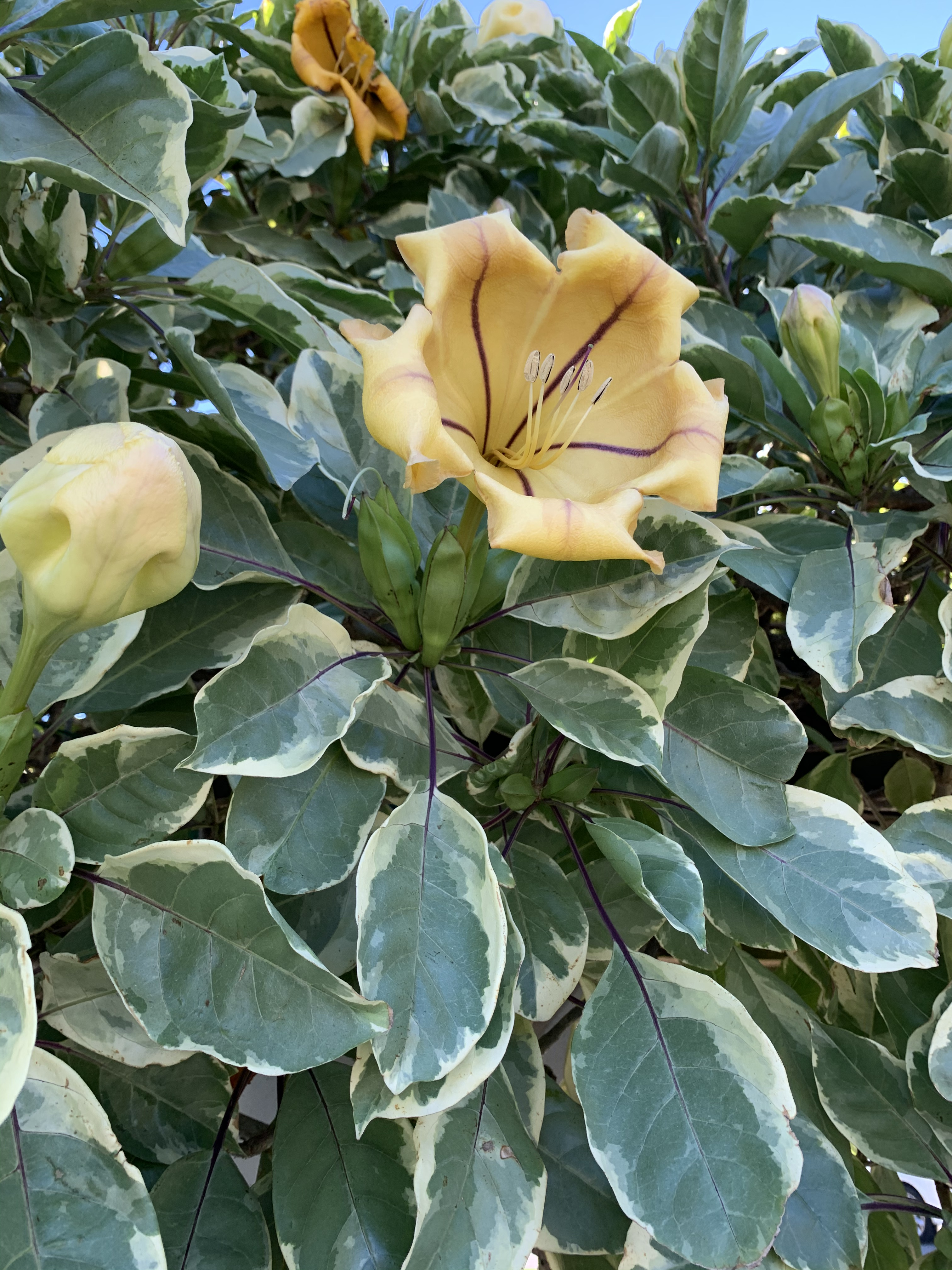
Panašovaný kultivar Solandra maxima 'Variegata'

Solandra velkokvětá a druhy Solandra longiflora a S. maxima jsou v tropech a subtropech pěstovány jako okrasné dřeviny. Poměrně často jsou vysazovány např. v Kalifornii, a to zejména v blízkosti Pacifiku, kde jim mlhy jdoucí od oceánu zajišťují potřebnou vlhkost vzduchu. S oblibou jsou zaváděny na pergolu na západní straně domu, kde poskytují odpolední stín. Jsou to vzrůstné liány, které je nutno vyvázat k silné opoře. Po odkvětu je vhodné prořezat výhony až na dřevnaté větve.
Vyžadují plné slunce a výživnou, dobře odvodněnou půdu. Při snížení teplot je vhodné omezit zálivku. Množí se v létě polovyzrálými řízky.
Solandra velkokvětá je občas pěstována i ve sklenících českých botanických zahrad.
Solandry mají v Mexiku dlouhou tradici využití jako halucinogenní prostředek.
Rostlinu takto užívali již Aztékové, kteří ji nazývali tecomaxochitl. Huicholové a zřejmě i další kmeny ji v rituálech a čarodějnictví využívají dodnes.
Dužnina plodů některých druhů včetně solandry velkokvěté je jedlá.